# American Society of Composers, Authors and Publishers
L’American Society of Composers, Authors and Publishers ou ASCAP est une organisation américaine de gestion des droits d'auteurs des compositeurs, auteurs et éditeurs de musique.

## Histoire
Créée le 13 février 1914, l'ASCAP, par une centaine d'auteurs compositeurs américains dont Irving Berlin, James Weldon Johnson, Jerome Kern, John Philip Sousa sur le modèle français de la Société des auteurs, compositeurs et éditeurs de musique (SACEM),,,,,, est une société à but non lucratif, a eu durant 25 années le quasi-monopole de la collecte des droits d'auteurs de musique aux États-Unis, jusqu'à la création en 1939 d'une société concurrente, Broadcast Music (BMI). Aujourd'hui, ces deux compagnies se partagent le marché à peu près par moitié.[réf. souhaitée]
La Société américaine des compositeurs, auteurs et éditeurs de musique (ASCAP) distribue des récompenses nommées les « ASCAP Awards ». Les prix ASCAP divisent leurs cérémonies par genres musicaux ou œuvres cinématographiques / télévisuelles.

## Fondation
La Fondation de l'ASCAP favorise les artistes du monde entier et décerne des prix comme en 2019, où elle récompense 12 compositeurs de musique de films :
- Alex Redfern (Londres)
- Carlos Simon (Atlanta)
- Chris Forsgren (Stockholm)
- Chris Ryan (Massapequa)
- Christy Carew (Vancouver)
- Clémentine Charuel (Paris)
- Harlan Hodges (Plainview)
- Joep Sporck (Maastricht)
- Max Lombardo (Padoue)
- Mike MacLennan (Oxfordshire)
- Sarah Lynch (Dublin)
- Stefano Sacchi (Milan)

## ASCAP Awards
L'ASCAP rend hommage à ses meilleurs membres lors d'une série de remises de prix annuelles dans sept catégories musicales différentes : pop, rythm & soul, cinéma et télévision, musique latine, country, chrétienne et musique de concert. Les prix sont décernés par le biais d'un vote en ligne qui représente 50 % des critères d'évaluation. Les autres 50% provenaient de différents critiques musicaux où, en outre, l'ASCAP intronise les grands du jazz à son Jazz Wall of Fame lors d'une cérémonie annuelle tenue dans les bureaux de l'ASCAP à New York et honore les membres PRS qui octroient une licence à leurs œuvres via l'ASCAP lors d'un gala annuel de remise des prix à Londres. L'ASCAP décerne également chaque année les distinctions spéciales Vanguard Award, Songwriter of the Year et Publisher of the Year.
En 1979, pour honorer les compositeurs de musique de concert (classique) au début de leur carrière, l'ASCAP a créé les ASCAP Foundation Young Composer Awards qui, à la mort du président de l'ASCAP Morton Gould en 1996, ont été rebaptisés ASCAP Foundation Morton Gould Young Composer Awards en hommage à l'engagement de Gould pour encourager les jeunes créateurs ainsi qu'à sa carrière de compositeur.
À partir de 1986, l'ASCAP a créé le Golden Soundtrack Award pour honorer les compositeurs pour « des réalisations et des contributions exceptionnelles au monde de la musique de film et de télévision ». En 1996, il a été rebaptisé Henry Mancini Award pour rendre hommage au compositeur qui s'est particulièrement illustré dans le domaine.
L'ASCAP décerne également les prix quasi annuels Deems Taylor aux écrivains et aux journalistes musicaux. Nommés d'après le premier président de l'ASCAP, Deems Taylor, ils ont été créés en 1967 pour honorer sa mémoire. Le prix Deems Taylor « récompense les livres, articles, émissions et sites Web sur le thème de la musique sélectionnés pour leur excellence ».

### Palmarès

#### Meilleur compositeur d'unblockbuster
- 1987 : Aliens, le retour (Aliens) – James Horner
- 1989 :
  - Cocktail – J. Peter Robinson
  - Good Morning, Vietnam – Alex North
- 1990 :
  - Le Cercle des poètes disparus (Dead Poets Society) – Maurice Jarre
  - Turner et Hooch (Turner and Hooch) – Charles Gross
- 1993 :
  - La Main sur le berceau (The Hand That Rocks the Cradle) – Graeme Revell
  - Sister Act – Marc Shaiman
- 1997 : La Rançon (Ransom) – James Horner
- 1998 :
  - Les Ailes de l'enfer (Con Air) – Diane Warren
  - Scream – Marco Beltrami
  - Scream 2 – Marco Beltrami
  - Volte-face (Face/Off) – John Powell
- 1999 : Deep Impact – James Horner
- 2000 : Sixième Sens (The Sixth Sense) – James Newton Howard
- 2001 :
  - Apparences (What Lies Beneath) – Alan Silvestri
  - Mission impossible 2 (Mission: Impossible II) – Hans Zimmer
  - Mon beau-père et moi (Meet the Parents) – Randy Newman
  - Seul au monde (Cast Away) – Alan Silvestri
- 2002 :
  - Pearl Harbor – Hans Zimmer
  - Spy Kids – John Debney
- 2003 :
  - Blade 2 – Marco Beltrami
  - Le Cercle (The Ring) – Hans Zimmer
  - Signes (Signs) – James Newton Howard
  - Spy Kids 2 : Espions en herbe – John Debney et Robert Rodriguez
- 2004 :
  - Pirates des Caraïbes : La Malédiction du Black Pearl (Pirates of the Caribbean: The Curse of the Black Pearl) – Klaus Badelt
  - Spy Kids 3 : Mission 3D (Spy Kids 3-D: Game Over) – Robert Rodriguez
- 2005 :
  - Mon beau-père, mes parents et moi (Meet the Fockers) – Randy Newman
  - Le Village (The Village) – James Newton Howard
- 2006 :
  - Le Cercle 2 (The Ring Two) – Hans Zimmer
  - Flight Plan (Flightplan) – James Horner
- 2007 :
  - Mission impossible 3 (Mission: Impossible III) – Michael Giacchino
  - La Nuit au musée (Night at the Museum) – Alan Silvestri
  - Pirates des Caraïbes : Le Secret du coffre maudit (Pirates of the Caribbean : Dead Man's Chest) – Hans Zimmer
- 2008 :
  - Die Hard 4 : Retour en enfer (Live Free or Die Hard) – Marco Beltrami
  - Paranoïak – Geoff Zanelli
  - Pirates des Caraïbes : Jusqu'au bout du monde (Pirates of the Caribbean: At World's End) – Hans Zimmer
- 2009 : 
  - L'Incroyable Hulk (The Incredible Hulk) – Craig Armstrong
  - L'Œil du mal (Eagle Eye) – Brian Tyler[10]
- 2010 :
  - La Nuit au musée 2 (Night at the Museum: Battle of the Smithsonian) – Alan Silvestri
  - Palace pour chiens (Hotel for Dogs) – John Debney
- 2011 :
  - Mon beau-père et nous (Little Fockers) – Stephen Trask
- 2012 :
  - Mission impossible : Protocole Fantôme (Mission: Impossible – Ghost Protocol) – Michael Giacchino
  - Les Muppets, le retour (The Muppets) – Christophe Beck et Bret McKenzie
  - La Planète des singes : Les Origines (Rise of the Planet of the Apes) – Patrick Doyle
  - Pirates des Caraïbes : La Fontaine de Jouvence (Pirates of the Caribbean: On Stranger Tides) – Hans Zimmer
- 2013 :
  - The Amazing Spider-Man – James Horner
  - Prometheus – Marc Streitenfeld
- 2014 : The Amazing Spider-Man : Le Destin d'un héros (The Amazing Spider-Man 2) – Hans Zimmer et The Magnificent Six
- 2015 : Kingsman : Services secrets (Kingsman: The Secret Service) – Matthew Margeson et Henry Jackman
- 2017 : Conjuring 2 : Le Cas Enfield (The Conjuring 2) – Joseph Bishara
- 2019 : Halloween (2018) – Cody Carpenter et John Carpenter
- 2022 : Halloween Kills – Cody Carpenter et John Carpenter

#### Chansons les plus jouées de films cinématographiques
- 1987 : Top Gun – Giorgio Moroder et Tom Whitlock pour la chanson  Take My Breath Away
- 1989 : Cocktail – Mike Love, Scott McKenzie, Terry Melcher et John Phillips pour la chanson Shakedown
- 1999 :
  - Armageddon – Diane Warren pour la chanson I Don't Want to Miss a Thing
  - Docteur Dolittle (Doctor Dolittle) – Timbaland pour la chanson Are You That Somebody?
- 2002 : Pearl Harbor – Diane Warren pour la chanson There You'll Be

#### Meilleure musique de film
- 2018 :
  - Ghost in the Shell
  - Geostorm